# Slovenija na Svetovnem prvenstvu v hokeju na ledu 1994
Slovenija je na Svetovnem prvenstvu v hokeju na ledu 1994 C, ki je potekalo med 18. in 27. marcem 1994 na Slovaškem, z dvema zmagama in štirimi porazi zasedla peto mesto. 

## Postava
- Selektor: Rudi Hiti
- Vratarji: Zvonimir Bolta, Luka Simčič
- Branilci: Igor Beribak, Boris Pajič, Bojan Zajc, Tom Jug, Boris Kunčič, Drago Mlinarec, Murajica Pajič, Samo Kumar, Borut Potočnik
- Napadalci: Tomaž Vnuk, Nik Zupančič, Toni Tišlar, Marjan Gorenc, Matjaž Kopitar, Andrej Razinger, Marko Smolej, Rok Rojšek, Enes Crnovič, Aleš Lešnjak

## Tekme
| 18. marec 1994 | Slovenija | 8–2 | Madžarska | Spišská Nová Ves |

| Poročilo tekme | Poročilo tekme | Poročilo tekme | Poročilo tekme | Poročilo tekme |
| -------------- | -------------- | -------------- | -------------- | -------------- |
|                |                | (4:0,2:0,2:2)  |                |                |

| 19. marec 1994 | Slovaška | 9–0 | Slovenija | Spišská Nová Ves |

| Poročilo tekme | Poročilo tekme | Poročilo tekme | Poročilo tekme | Poročilo tekme |
| -------------- | -------------- | -------------- | -------------- | -------------- |
|                |                | (7:0,0:0,2:0)  |                |                |

| 21. marec 1994 | Belorusija | 6–3 | Slovenija | Poprad |

| Poročilo tekme | Poročilo tekme | Poročilo tekme | Poročilo tekme | Poročilo tekme |
| -------------- | -------------- | -------------- | -------------- | -------------- |
|                |                | (1:0,1:1,4:2)  |                |                |

| 24. marec 1994 | Slovenija | 13–0 | Bolgarija | Spišská Nová Ves |

| Poročilo tekme | Poročilo tekme | Poročilo tekme | Poročilo tekme | Poročilo tekme |
| -------------- | -------------- | -------------- | -------------- | -------------- |
|                |                | (8:0,2:0,3:0)  |                |                |

| 25. marec 1994 | Ukrajina | 6–1 | Slovenija | Spišská Nová Ves |

| Poročilo tekme | Poročilo tekme | Poročilo tekme | Poročilo tekme | Poročilo tekme |
| -------------- | -------------- | -------------- | -------------- | -------------- |
|                |                | (2:0,3:0,1:1)  |                |                |

| 27. marec 1994 | Kazahstan | 4–1 | Slovenija | Poprad |

| Poročilo tekme | Poročilo tekme | Poročilo tekme | Poročilo tekme | Poročilo tekme |
| -------------- | -------------- | -------------- | -------------- | -------------- |
|                |                | (1:0,1:1,2:0)  |                |                |